# Live MOS
Live MOS est le nom de marque d'un capteur d'image NMOS utilisé par Panasonic/Lumix, Olympus et Leica dans leurs reflex numériques du système Four Thirds sortis à partir de 2006 (Olympus E-330, Panasonic Lumix DMC-L1 (en) et Leica Digilux 3).
Un critique affirme que le capteur peut atteindre la même qualité d'image que les capteurs CCD tout en maintenant la consommation d’énergie à des niveaux CMOS.
En raison de la faible consommation d’énergie, il est devenu possible d’ajouter la fonction de prévisualisation en direct à tous les appareils photo du système Four Thirds depuis 2006 (à l’exception des Olympus E-400, E-410 et E-500).
De plus, afin de réduire le problème de bruit d'image que l'on trouve dans la première génération d’appareils photo reflex numériques Four Thirds (Olympus E-1, E-300, E-400 et E-500) qui utilisaient des capteurs CCD FFT "Full-Frame Transfer" (en raison de la taille plus petite du capteur par rapport à la taille APS-C), la puce Live MOS comprend une technologie de réduction du bruit.
Ce capteur est également utilisé dans les appareils du système Micro Four Thirds de Panasonic.